# Institut universitaire polytechnique de Mongo
Université polytechnique de Mongo (UPM) est un établissement d'enseignement supérieur public tchadien de formation technique et recherche professionnelle à caractère scientifique. Situé dans la ville de Mongo, au Centre du pays.

## Historique
L'Institut Universitaire Polytechnique de Mongo a été créé par la loi no 11/PR/2002 du 2 septembre 2002.
Il a commencé à fonctionner dans des locaux provisoires (Institut national des sciences humaines à Ndjamena). À partir de 2016 l'Institut Universitaire Polytechnique de Mongo est devenu Université Polytechnique de Mongo.

## Disciplines et spécialisations
L'IUPM comprend six départements :
- Département de Génie géologique
- Département de Génie industriel et maintenance
- Département de Génie mécanique
- Départements de Génie chimique
- Département de Génie civil
- Département des Sciences fondamentales

## Liste des directeurs
- 2003 - Dr Mahamat Barka
- 2012 - Dr Mbainaibeye Jérôme
- 2016 - Dr Kodi Mahamat
- 2019 - Dr Hamza Brahim Mahamat
- 2020 - Pr ABAKAR MAHAMAT TAHIR